# GNS構成法
作用素代数において、GNS構成法（GNSこうせいほう、英: GNS construction）、またはGelfand–Naimark–Segal構成法とはC*-代数に状態と呼ばれる線形汎関数が与えられたときに、巡回表現と呼ばれる特別な表現を構成する方法。GNSの語は考案者である3人の数学者Gelfand、Naimark、Segalの頭文字に由来する。場の量子論や量子統計力学では、ヒルベルト空間を離れ、物理量のなす代数のみから理論を構築してもGNS構成法により、全ての物理量の期待値が与えられたときに、逆にヒルベルト空間とその上の作用による物理量の表現を構成することができる。自由度が無限大である系では、当初に設定した空間を飛び出さねばならないことが多い。このときGNS構成法を用いれば、新しいヒルベルト空間を作ることができる。

## 概要
作用素代数の一つであるC*-代数{\displaystyle {\mathfrak {A}}}は、有界作用素の有する性質を抽象化し、対合と呼ばれる随伴作用{\displaystyle \ast :A\rightarrow A^{\ast }}に対応する作用を持つ代数である。C*-代数にはノルムが存在し、ノルムについて完備なバナッハ空間でもある。{\displaystyle \pi :{\mathfrak {A}}\rightarrow {\mathcal {B}}({\mathcal {H}})}を{\displaystyle {\mathfrak {A}}}からあるヒルベルト空間{\displaystyle {\mathcal {H}}}の有界作用素のなす代数{\displaystyle {\mathcal {B}}({\mathcal {H}})}への*-準同型写像とすると、{\displaystyle {\mathfrak {A}}}の元{\displaystyle A}に有界作用素{\displaystyle \pi (A)}を対応づけることができる。ヒルベルト空間{\displaystyle {\mathcal {H}}}と*-準同型写像の組{\displaystyle ({\mathcal {H}},\pi )}を表現と呼ぶ。また、C*-代数{\displaystyle {\mathfrak {A}}}の元{\displaystyle A}に対して、複素値{\displaystyle \omega (A)}を与える規格化された線形汎関数{\displaystyle \omega }を状態と呼ぶ。このとき、GNS構成法では、C*-代数{\displaystyle {\mathfrak {A}}}上の状態{\displaystyle \omega }に対し、巡回表現と呼ばれる特別な表現{\displaystyle ({\mathcal {H}}_{\omega },\pi _{\omega })}を構成することができる。ここで巡回表現とは、巡回ベクトル{\displaystyle \Omega _{\omega }}と呼ばれる元が存在し、状態による値を{\displaystyle \omega (A)=\langle \Omega _{\omega },\pi _{\omega }(A)\Omega _{\omega }\rangle }と内積の形で表せるともに、{\displaystyle {\mathcal {H}}_{\omega }={\overline {\pi _{\omega }({\mathfrak {A}})\Omega _{\omega }}}}が成り立つような表現である。{\displaystyle ({\mathcal {H}}_{\omega },\pi _{\omega },\Omega _{\omega })}で与えられる組をGNS構成と呼ぶ。